# 左翼集团 (匈牙利)
左翼集团（匈牙利語：Baloldali Blokk）是匈牙利历史上的一个政治联盟，存在于1946年3月5日—1947年8月31日。该联盟的成员有：匈牙利共产党、社会民主党、全国农民党和工会理事会。